# Megachile arnaui
Megachile arnaui là một loài Hymenoptera trong họ Megachilidae. Loài này được Moure mô tả khoa học năm 1948.